# 로제 비트라크
로제 비트라크(Roger Vitrac, 1899년∼1952년)은 프랑스의 극작가이다.
프랑스 다다·초현실주의를 대표하는 극작가로서 기존의 문학적 연극을 탈피하고 새로운 형태의 연극을 만들고자 한 시인이자 극작가다. ＜빅토르 혹은 권좌의 아이들＞과 ＜아버지의 검＞은 바로 작가의 어린 시절을 소재로 하여 쓴 작품들로 전자는 어른들의 불륜을 아이들의 눈을 통해 고발하고 있으며, 후자는 어린 시절 부모를 둘러싼 시골 부르주아들의 풍속도를 사실적으로 그리고 있다.
1920년대 초 학생 장교 시절 비트라크는 르네 크르벨이나 자크 바롱 등과 함께 다다를 접하고, 뒤이어 앙드레 브르통을 따라 무의식과 꿈의 탐구를 기반으로 하는 초현실주의 그룹에 합류한다. 브르통은 1924년 제1차 초현실주의 선언문에서 절대적인 초현실주의를 실천하는 열아홉 명의 인물 중에 비트라크를 언급하기도 한다. 하지만 곧 브르통과 불화하게 됨으로써 초현실주의 그룹에서 배제된 비트라크는 1926년 9월 안토낭 아르토, 로베르 아롱과 함께 ‘알프레드 자리 극단’을 설립한다. 프랑스 부조리극의 선구자로 여겨지는 알프레드 자리의 이름을 표방함으로써 이들은 기존의 연극과는 차별되는 새로운 연극을 할 것임을 시사한다.
다다 및 초현실주의 운동에 가담하고 이어 ‘알프레드 자리 극단’을 만들어 활동했던 시기에 쓰인 비트라크의 초기 작품들은 세기 초의 이 두 전위 운동의 이념적·미학적 특성들을 반영하고 있다. 그리하여 이 시기의 작품들은 종교, 애국심, 가족과 같은 기존 가치의 거부, 서구의 전통적인 합리주의적, 논리적, 이분법적 사고 및 언어에 대한 문제 제기, 그리고 인간과 삶의 모순 및 꿈과 같은 비합리적인 세계의 묘사로 특징지어진다. 비트라크의 후기 작품들은 이전의 작품들과 현저한 차이를 보이는데, 가장 두드러진 것은 초기의 꿈과 환상 같은 비합리와 무의식의 세계에 대한 추구에서 일상적인 삶에 대한 사실적인 묘사로의 전환이라고 할 수 있다. 이러한 변화는 비트라크가 초현실주의 그룹과의 단절과 ‘알프레드 자리 극단’의 해체 이후 대중들이 보다 가까이하기 쉬운 연극으로 다가갔기 때문으로 추측된다.
비트라크는 알프레드 자리, 기욤 아폴리네르 등과 함께 프랑스 전위극의 선구자 중 한 사람으로서 50년대 전위극 작가들, 특히 이오네스코에게 많은 영향을 미치고 있다. 실제로 이오네스코의 극에서는 비트라크의 극에서와 유사한 표현과 상황을 적지 않게 발견하게 된다. 요컨대 프랑스의 부조리극이 자리로부터 시작되어 이오네스코와 베케트로 이어진다고 할 때 그 중간에 위치하는 작가가 비트라크라고 할 수 있을 것이다.